# Климова, Марина Владимировна
Мари́на Влади́мировна Кли́мова (род. 28 июля 1966, Свердловск) — российская фигуристка, выступавшая в спортивных танцах на льду в паре с Сергеем Пономаренко. Олимпийская чемпионка 1992 года, серебряный призёр Олимпийских игр 1988 года, бронзовый призёр Олимпиады-84. 3-кратная чемпионка мира (1989, 1990, 1992), 4-кратная чемпионка Европы (1989—92). Заслуженный мастер спорта СССР (1988).

## Карьера
Начинала кататься на катке «Юность» в Свердловске с Олегом Волковым. Одним из первых крупных соревнований для них стала Зимняя Спартакиада народов СССР 1978 в Свердловске, где пара заняла 3-е место среди юниоров. До 1991 года пара Климова — Пономаренко под руководством тренера Натальи Дубовой выступала в подчеркнуто классическом стиле, добившись исключительной красоты и легкости движений. Однако затем тренер Татьяна Тарасова резко изменила стиль на вошедший в моду в то время авангард, с необычными оригинальными хореографией и костюмами.
О самом большом олимпийском успехе пары Климова-Пономаренко выдающийся тренер Татьяна Тарасова говорила следующее:

…Победа на Олимпиаде Климовой и Пономаренко — самая уникальная победа в танцах. Потому что танцевальные пары никогда не поднимались вновь на верхнюю ступень пьедестала, как только сойдут с первого места. Таких примеров в истории танцев не зафиксировано. А они не только поднялись, поднялись над всеми на много лет, я бы сказала, на всю оставшуюся жизнь. Они настолько творческие люди, что не потеряли интерес к самообновлению, к тренировкам, ко всему новому, к музыке, к занятиям, к искусству, что обычно у профессионалов, достигших вершины, почти не встречаешь.…
Балерина Большого театра Елена Матвеева вспоминала, как ставила Марине и Андрею показательный танец «Посвящение балету» перед своим уходом на пенсию: 

Сложно описать, какие струны затрагиваются в душе человека в такой момент. Я выразила их в танце, который длится семь минут, поставив его по просьбе тренера Наталии Дубовой. Артисты надевают разминочные костюмы, репетируют у станка, смотрятся в зеркало, где-то рядом музыканты оркестра настраивают инструменты… Начинает звучать па-де-де «Дон Кихота», и артисты танцуют адажио. Затем пауза, они кланяются под аплодисменты и уносят реквизит, занавес опускается. Получился этюд на балетной основе — момент из жизни артиста. Это мой прощальный поклон своей первой профессии.
После фееричного сезона 1992 года  Климова-Пономаренко ушли в профессиональный спорт.

## После спорта
Завершили любительскую спортивную карьеру после чемпионата мира 1992 года. Выступали в шоу, дважды занимали вторые места на чемпионатах мира среди профессионалов. В 2003 году их имена были включены в Зал славы мирового фигурного катания
В 2007 году Марина, вместе с мужем, приняла участие в телешоу российского канала РТР «Танцы на льду. Бархатный сезон.», где составила пару с актёром Анатолием Журавлёвым.
В настоящее время Марина Климова с семьёй живёт в США, в Калифорнии, и работает с юными фигуристами на катке в Сан-Хосе.

## Личная жизнь
С 1984 года замужем за партнёром по паре Сергеем Пономаренко. В семье два сына — Тим (1998 г.р.) и Антон (2000 г.р.). Антон (Энтони) Пономаренко также выступает в спортивных танцах на льду в паре с Кристиной Каррейрой. Представляют США.

## Спортивные достижения
| Соревнование                         | 1983 | 1984 | 1985 | 1986 | 1987 | 1988 | 1989 | 1990 | 1991 | 1992 | 1995 | 1996 |
| ------------------------------------ | ---- | ---- | ---- | ---- | ---- | ---- | ---- | ---- | ---- | ---- | ---- | ---- |
| Олимпийские игры                     |      | 3    |      |      |      | 2    |      |      |      | 1    |      |      |
| Чемпионаты мира                      |      | 4    | 2    | 2    | 2    | 2    | 1    | 1    | 2    | 1    |      |      |
| Чемпионаты Европы                    | 4    | 3    | 2    | 2    | 2    |      | 1    | 1    | 1    | 1    |      |      |
| Чемпионаты мира среди профессионалов |      |      |      |      |      |      |      |      |      |      | 2    | 2    |